# Sassuolo
Sassuolo je město ve severní Itálii, v oblasti Emilia-Romagna, ležící v provincii Modena. Je střediskem průmyslu, vinařství a gastronomie.
Rozkládá se na skále a jejích svazích při pravém břehu řeky Secchia, asi 17 kilometrů jihozápadně od Modeny a je známé jako centrum průmyslové keramiky.

## Původ názvu
Pravděpodobně je zkratkou původního označení pro ropu, která zde byla objevena, a nazývala se Sasso olio (zkamenělý olej). Znak města se třemi vrchy doprovází latinské heslo (devisa) Sic ex murice gemmae, které znamená přibližně „Hle ze skal drahokamy“.

## Historie
Území provincie bylo osídleno nepřetržitě od mladšího pravěku, v době železné se zde usadili Ligurové, jeden z jejich jižních kmenů, zvaný Finiaté. Po nich přišli kolem roku 400 př. n. l. keltští Bójové a po nich Frankové. V době římské vzniklo opevněné castrum, v 5. století Sassuolu vyplenili Hunové pod vedením Attily.
První písemná zmínka o sídle ve středověku pochází z roku 980. Patřilo do majetku vévody Bonifáce II. z Canossy, po němž je roku 1076 zdědila jeho dcera Matylda. V roce 1078 přísahali představitelé města věrnost Modeně. Po Matyldině smrti v roce 1115 se město osamostatnilo od Toskánska i od Modeny. V době bojů štaufských císařů proti papežům stálo Sassuolo na straně císaře Fridricha II.
V roce 1373 bylo město na žádost samotných občanů darováno rodině vévodů d'Este, výměnou za právo čerpat vodu z řeky Secchia. Zakladatelskou osobností byl Borso Estenský, který dal skálu zplanýrovat a postavit renesanční rezidenci. Estenští město ovládali do roku 1499, kdy se stalo hlavním městem stejnojmenné signorie, ovládané rodem Pio. V roce 1599 byla signorie připojena k vévodství Modena a Reggio, v němž zůstala až do sjednocení Itálie v roce 1861.
Za druhé světové války, po zveřejněno příměří v Cassibile 8. září 1943 bylo Sassuolo obsazeno německými jednotkami. 23. dubna 1945 (na den svatého Jiří) je osvobodil brazilský expediční sbor.

## Ekonomika
- Od 50. let 20. století do současnosti je město centrem průmyslové výroby technické keramiky (dlaždic a obkladaček), v obdobích konjunktury odtud pocházelo až 80 procent italské produkce. Luxusní designové okladačky navrhoval keramik Leo Morandi (1923–2009).
- Typickými regionálními produkty jsou anýzový likér Sassolino a karamel Tiramolla(ten se prodává pouze na Zelený čtvrtek).

## Památky
- Vévodský palác Sassuolo – dominanta starého města, barokní stavbu navrhl architekt Bartolomeo Avanzini v roce 1634, fresky v interiérech z let 1638–1656 od francouzského malíře Jeana Boulangera, další výzdobu prováděli Angelo Michele Colonna, Agostino Mitelli, Baldassare Bianchi a Giovanni Giacomo Monti. Svými díly jsou zastoupeni také Luca Colombi, Giovanni Lazzoni, Lattanzio Maschio, Guercino, Salvator Rosa a Ludovico Lana.
  - Kostel sv. Františka z Assisi ve skále (Chiesa di San Francesco in Rocca) – za jednoduchou fasádou se skrývá nejvýznamnější barokní kostel města, součást areálu vévodského paláce
  - Il Fontanazzo („velká fontána“) – monumentální bazén bez vodotrysku, obklopený umělými ruinami, součást zámeckého parku.
- Kostel Sv. Jiří (San Giorgio) – původem gotický, v baroku zcela přestavěný kostel; zasvěcen patronovi města svatému Jiří, jeho slavnost se slaví každoročně o víkendu kolem 23. března.
- Kostel a klášter Sv. Josefa (San Giuseppe)
- Hrad Montegibbio, postavený v roce 920, pobořený v letech 1325 a 1501, přestavěn v roce 1636.

## Sport
Populárními sporty jsou fotbal, volejbal a tenis. Zdejší klub US Sassuolo Calcio hraje v 1. italské fotbalové lize. Každoroční mezinárodní tenisový turnaj ATP se hraje v červnu od roku 2000, dříve pod titulem Memorial Argo Manfredini, nyní jako ATP challenger.

## Osobnosti
- Borso Estenský (1413–1471) – první vévoda svého rodu v Sassuolu, stavebník vévodského sídla
- Caterina Caselli (* 1946) – italská hudební producentka, zpěvačka a herečka
- Andrea Montermini (* 1964) – automobilový závodník

## Galerie

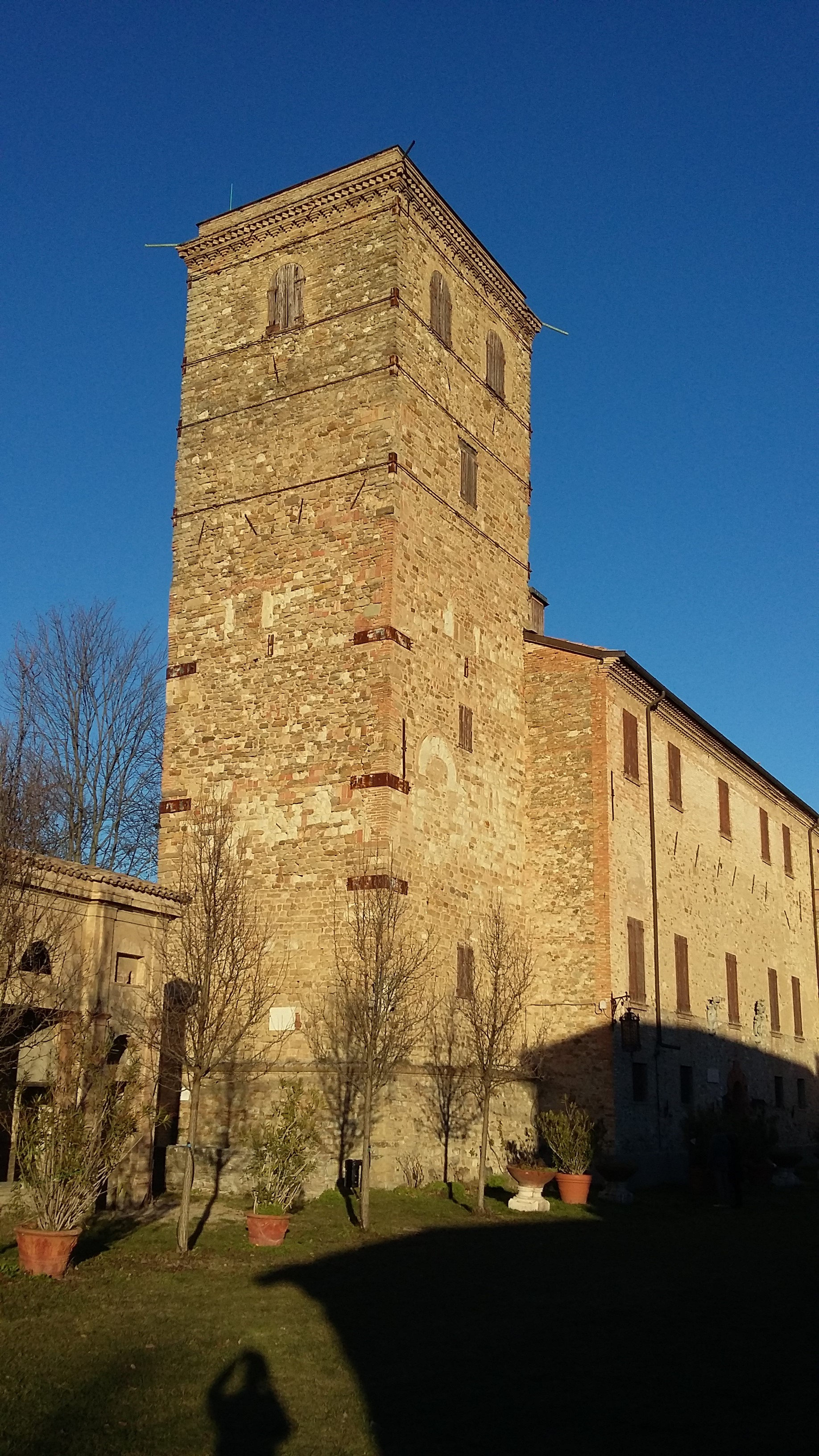
hrad Montegibbio
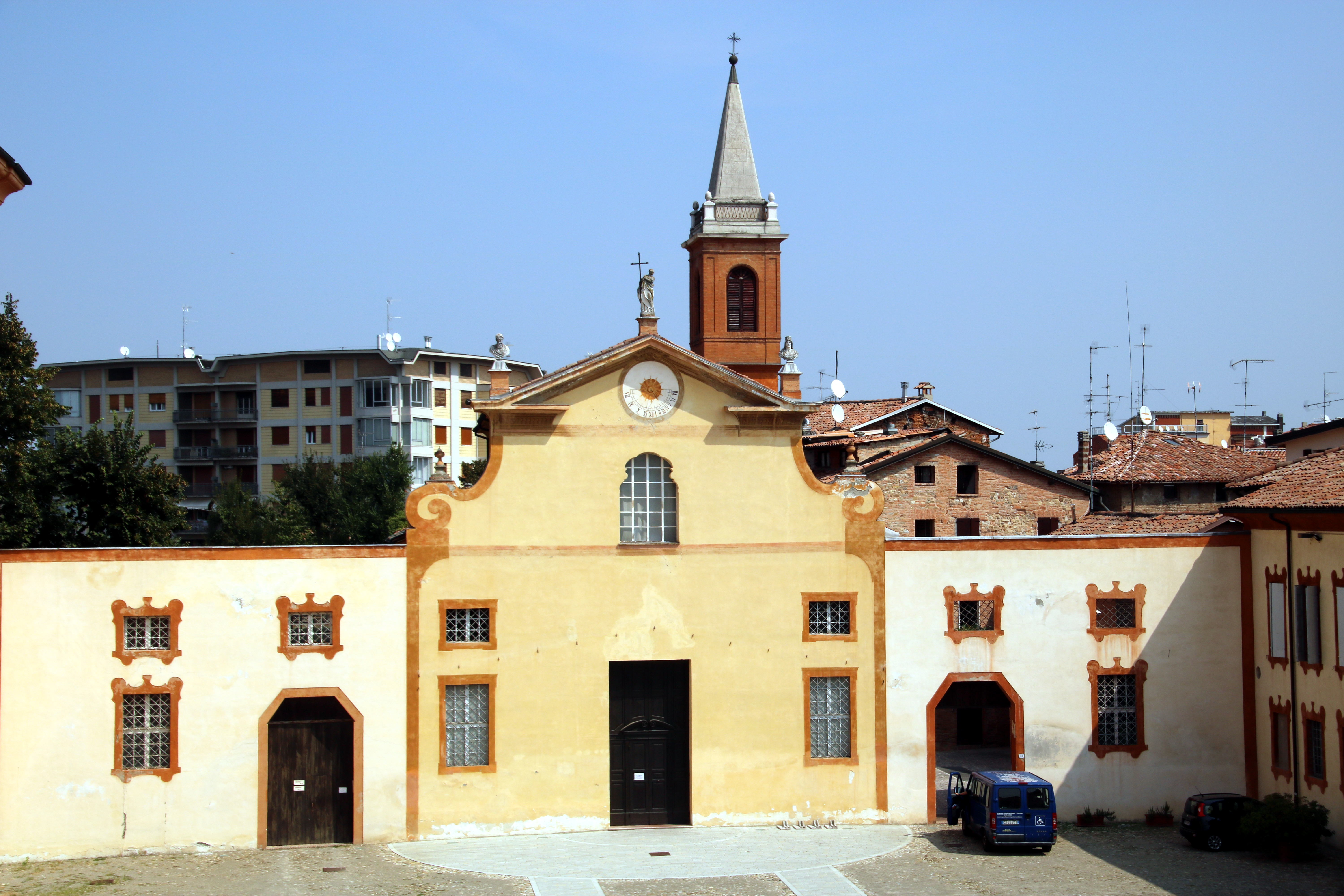
Dvorní fasáda kostela sv. Františka
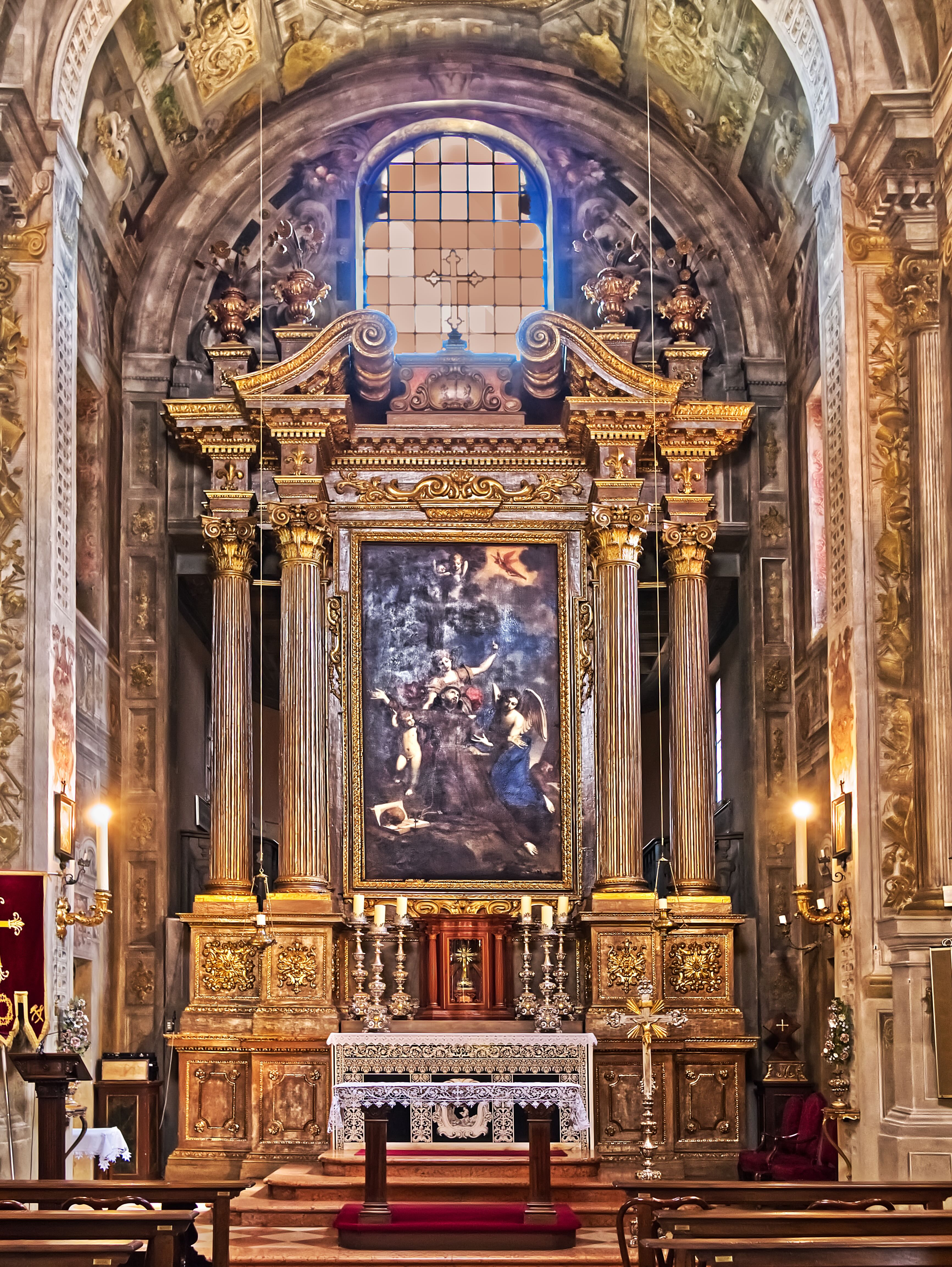
Hlavní oltář kostela sv. Františka
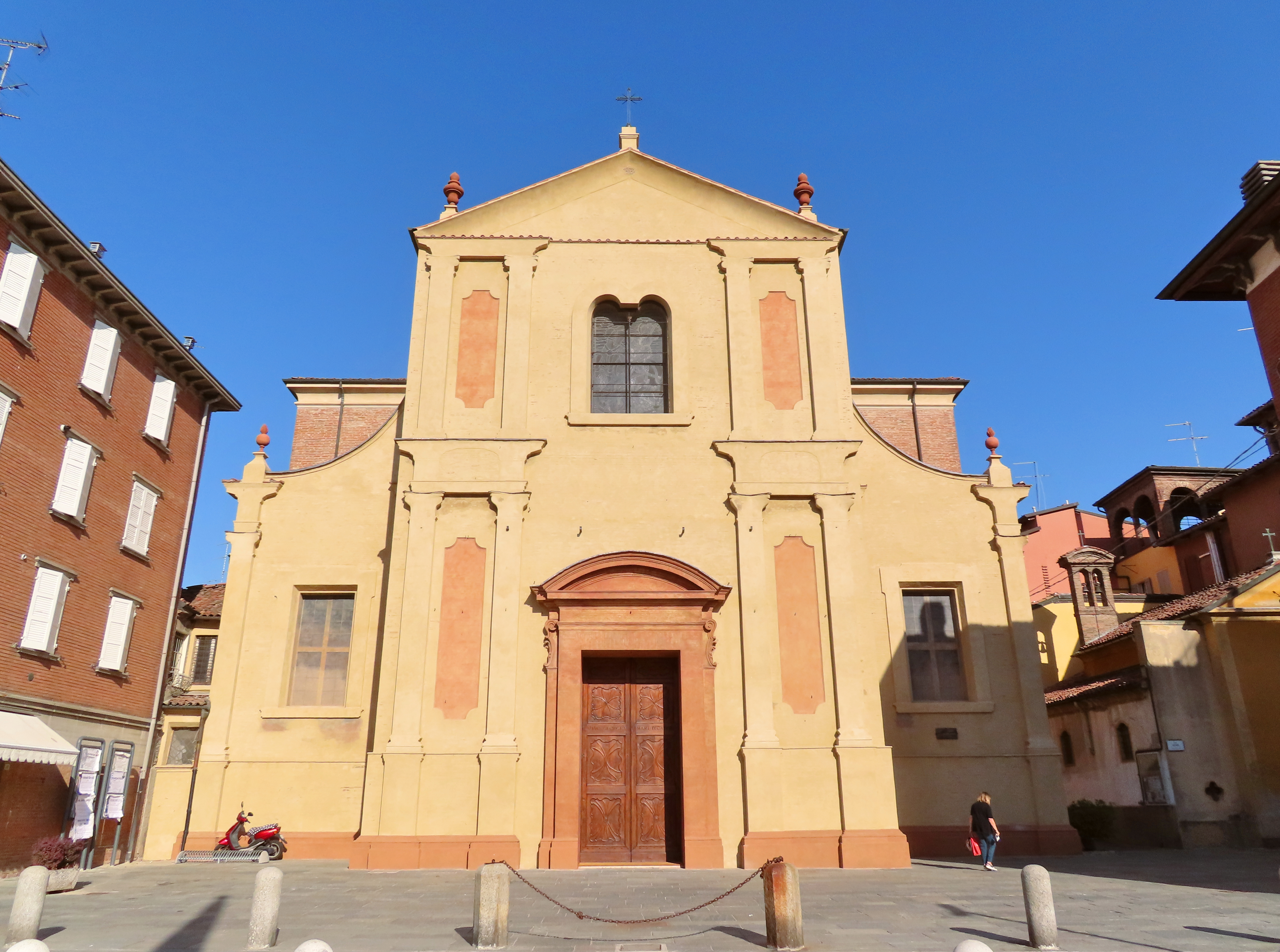
Kostel sv. Jiří
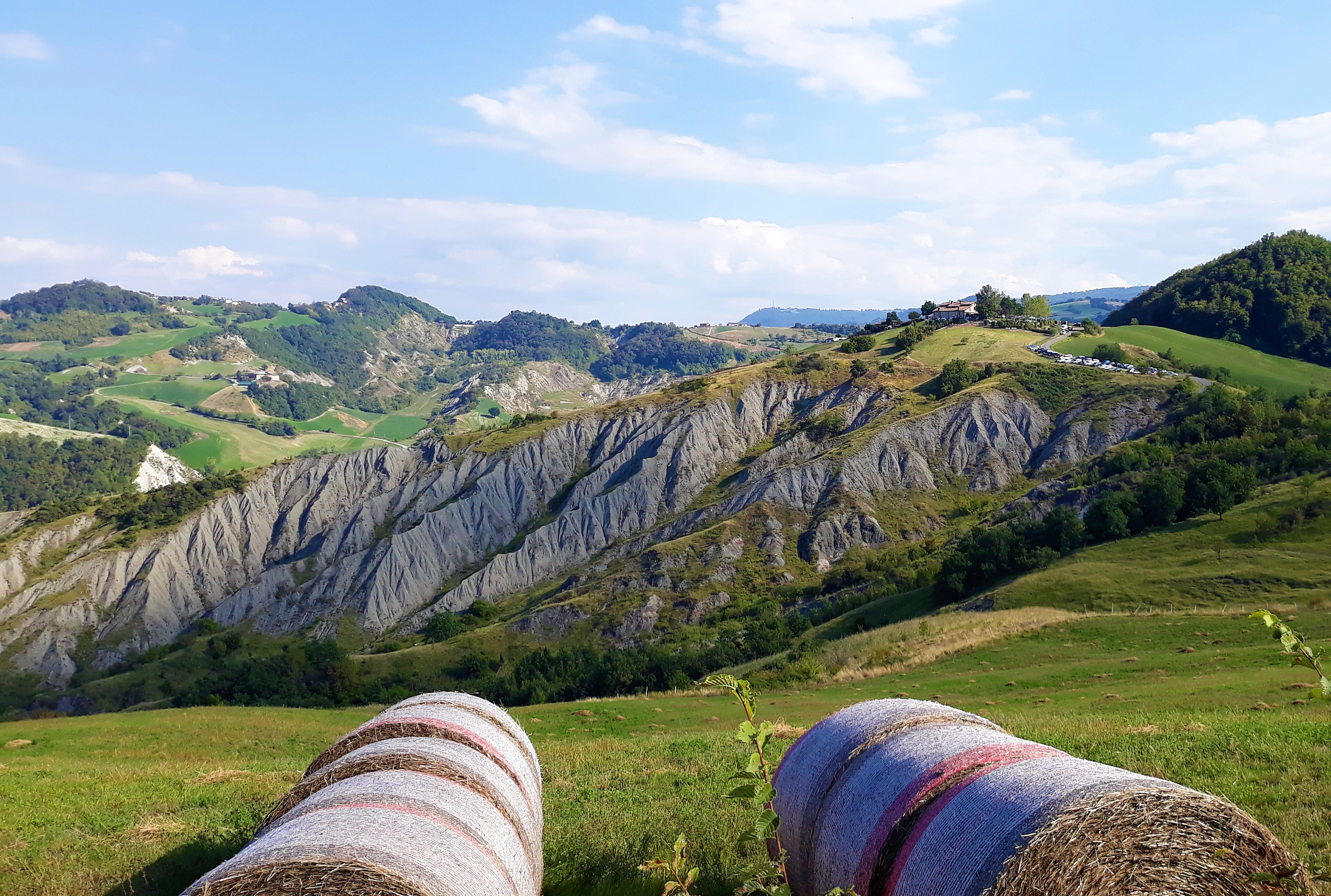
Skály Calanchi